# 副玫瑰苯胺
副玫瑰苯胺（英語：Pararosaniline），又稱鹼性紅9或C.I. 42500，是一種有機化合物，化學式為[(H2NC6H4)3C]Cl。它是一種具有多種用途的品紅色固體染料。它是基本品紅的四種成分之一（其他為玫瑰苯胺、新品紅和品紅 II）。它在結構上與其他稱為甲基紫的三芳基甲烷染料相關，包括結晶紫，其在氮原子上具有甲基。
其由苯胺與對胺基苯甲醛縮合而成。或產生於4,4'-雙(氨基苯基)甲烷在苯胺存在下的氧化反應。

## 用途
- 可用於聚丙烯腈纖維的染色。
- 可用於對二氧化硫的檢測。[3]
- 在席夫試驗中，副玫瑰苯胺用作醛類的比色試驗。[4]
- 可用作抗血吸蟲藥。[5]

## 延伸閱讀
- (PDF), Bradford: Society of Dyers and Colourists: 4388, 1971, （原始内容 (PDF)存档于2011-07-19）.
- Gessner, T.; Mayer, U., , , Weinheim: Wiley-VCH, 2002, doi:10.1002/14356007.a27_179.